# Сінцов Вадим Сидорович
Вадим Сидорович Сінцов (14 квітня 1941, тепер Кіровська область, Російська Федерація — 13 квітня 2021, місто Стамбул, Туреччина) — український радянський діяч, шліфувальник Івано-Франківського виробничого об'єднання «Геофізприлад». Депутат Верховної Ради УРСР 11-го скликання.

## Біографія
Народився в робітничій родині. Освіта середня.
З 1959 року — комерційний агент Кіровського відділення залізниці РРФСР. Служив у Радянській армії.
Член КПРС з 1964 року.
З 1965 року — шліфувальник Івано-Франківського виробничого об'єднання «Геофізприлад».
Потім — на пенсії в місті Івано-Франківську.
Помер в Стамбулі після двох тижнів в реанімації Taksim Eğitim ve Araştırma Hastanesi, лікуючись від Covid19.

## Нагороди
- орден Жовтневої Революції
- орден Трудового Червоного Прапора
- орден «Знак Пошани»
- орден Дружби народів (10.06.1986)
- медаль «За доблесну працю. В ознаменування 100-річчя з дня народження Володимира Ілліча Леніна» (1970)
- медалі